# 슈퍼로봇대전 V
슈퍼로봇대전 V(일본어: スーパーロボット大戦V, Super Robot Wars V)는 B.B. 스튜디오가 개발하고 반다이 남코 엔터테인먼트가 플레이스테이션 4, 플레이스테이션 비타용으로 배급한 전략 롤플레잉 게임이다. 슈퍼로봇대전 25주년을 기념하여 출시되었다. 슈퍼로봇대전 NEO 이후로 시리즈 내 8번째 단독 작품이며, 일본에서 출시된 각기 다른 메카 애니메 시리즈간 크로스오버에 초점을 둔다. 아시아에서 2017년 2월 24일 출시되었다. 닌텐도 스위치와 스팀 이식판은 2019년 10월 3일에 출시되었다.